# Amelotatismus
Amelotatismus (von griech. a „ohne“, melo „Glied“, tasis „Zuneigung“), auch Amputationsfetischismus genannt, ist eine sexuelle Präferenz für Menschen mit fehlenden Gliedmaßen. Sie ist eine Form des Deformationsfetischismus, der eine sexuelle Vorliebe für körperliche Verstümmelungen oder Missbildungen bezeichnet.
Der Amelotatismus beinhaltet mitunter Apotemnophilie, den Wunsch nach der Amputation eigener Gliedmaßen, im Rahmen einer Body Integrity Identity Disorder. Unüblichere Bezeichnungen für diese Neigung sind Acrotomophilie, Amelotaphilie, Amputophilie, Amelotasis und Amputismus. Eine spezielle Form des Amelotatismus ist die sexuelle Bevorzugung gehbehinderter Partner, die als Abasiophilie bezeichnet wird.
Im Regelfall ist Amelotatismus keine Krankheit. Insbesondere ist Amelotatismus nach internationalem Verständnis keine Form des sexuellen Fetischismus, da sich die Vorliebe nicht auf einen unbelebten Gegenstand richtet. Nimmt der Amelotatismus krankhafte Ausmaße an, kann eine „nicht näher spezifizierte Paraphilie“ diagnostiziert werden. Lediglich bei Verwendung der US-amerikanischen Diagnoserichtlinien des DSM IV kann Amelotatismus bei krankhaftem Ausmaß als sexueller Fetischismus gewertet werden. In extremen Fällen bestehen Überschneidungen zum Sadismus und Masochismus mit Selbstverstümmelungen.
Im Zuge des Special Interest bezeichnen sich Amelotatisten häufig als devotee (Abkürzung devo), admirer, mancophil oder amelo. Amelotatisten sind überwiegend Männer mit Interesse an amputierten Frauen.

## Mögliche Ursachen
Es gibt mehrere Hypothesen, aber keine gesicherte Erkenntnis zur Ursache der Herausbildung des Amelotatismus. So geht eine Auffassung vom Amelotatisten als „schwachem Mann“ aus, der mit behinderten Frauen besser klarkomme als mit nichtbehinderten. Einer anderen Spekulation zufolge sei der Amelotatismus eine unvollständige Form des Sadismus, bei der die Partnerin bzw. der Partner aber schon verstümmelt ist (der Schmerz wird nicht durch den Amelotatisten hinzugefügt) und der Amelotatist die Person nur beschützt, wie es beim Sadismus normalerweise nach Hinzufügung von Schmerz geschieht. Andere sehen einen Zusammenhang zwischen einer Begegnung mit einer amputierten Person in der Kindheit und der späteren Herausbildung des Amelotatismus in der Pubertät.
Eine auf Sigmund Freud basierende Theorie bringt den Amelotatismus mit dem Ödipus- sowie dem Kastrationskomplex zusammen. Demnach sei der Amputationsstumpf einem Phallus sehr ähnlich und gebe dem Mann den Glauben an den Penis bei der Frau zurück, wodurch seine eigene Kastrationsangst gelindert werde. Für diese Theorie spricht auch, dass das Reiben des Stumpfes des Amputierten am Körper des Amelotatisten in vielen Amelotatismus-Fantasiegeschichten als Initiation des Geschlechtsaktes verstanden wird, analog zum Reiben des Penisses des Mannes am Körper des Sexpartners.

## Probleme
Für Menschen mit Behinderung und ihr Umfeld kann die Begegnung mit Amelotatisten zu seelischen Problemen führen. So berichten Betroffene oft von einer reinen „Stumpffixierung“, bei der sich die betroffene Person auf ihre Behinderung, die oftmals sowieso schon mit Komplexen einhergeht, reduziert fühlt. Auch gibt es immer wieder Fälle, in denen Amelotatisten ohne Einverständnis und heimlich Foto- und Videoaufnahmen von Amputierten anfertigen und diese teilweise verbreiten, was deren Persönlichkeitsrechte verletzt. Berichte gibt es auch über Aufdringlichkeit bis hin zur Belästigung von Betroffenen durch Amelotatisten. Es gibt jedoch auch Berichte über glückliche Beziehungen von Amputierten und Amelotatisten.
Amelotatisten fühlen sich von ihrer Neigung häufig beeinträchtigt und haben nur bedingt Möglichkeiten, ihre Präferenz auszuleben und entsprechende soziale Kontakte aufzubauen. Seit dem Ende der 1990er Jahre entwickelt sich, unter Einfluss neuer Medien wie dem Internet, eine stärkere Vernetzung von „Amelos“.
In den meisten seriösen Foren von und für Behinderte sind Amelotatisten nicht gern gesehen, da die Bevorzugung der behinderten Person allein aufgrund ihres Handicaps sowie das Verhalten einiger Amelotatisten zu Konflikten führen kann.